# Micropipeta

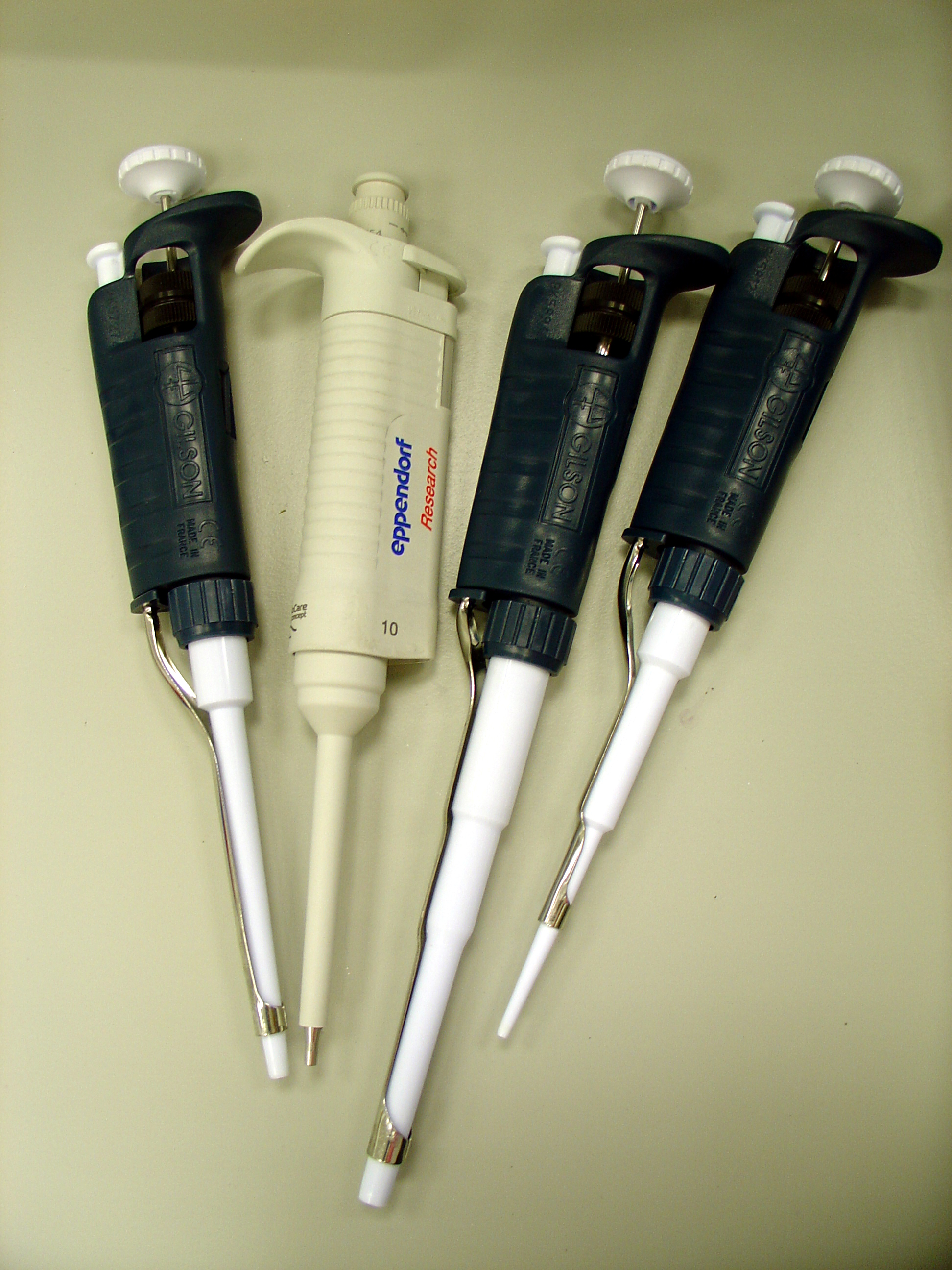
Micropipetes

Una micropipeta és un instrument de mesura de volums de líquids d'entre 1 i 1000 μL emprats en els laboratoris. Els volums majors de líquids es mesuren amb pipetes.
Les micropipetes funcionen a base d'uns pistons que varien la longitud d'una columna d'aire. Aquesta part mecànica està separada del recipient on es diposita el líquid que és una punta d'emprar i tirar, fabricada en polipropilè resistent a la majoria dels líquids, excepte el cloroform i els àcids sulfúric i nítric concentrats.
Per a succionar un determinat volum s'ha d'ajustar un botó que es troba a la part superior de la micropipeta. Una vegada seleccionat el volum, s'ha de pressionar l'èmbol fins al lloc determinat pel volum seleccionat i que ve fixat pel sistema mecànic. Després s'introdueix per la punta dins del líquid que s'ha de succionar i es deixa lliure l'èmbol. Llavors, per a abocar el volum succionat, es pressiona novament l'èmbol. La precisió de la mesura depèn de la inclinació de la pipeta.